# ۷۶۲ (خورشیدی)
۷۶۲ هفتصد و شصت و دومین سال هجری خورشیدی است.